# 117506 Wildberg
Wildberg (asteróide 117506) é um asteróide da cintura principal, a 1,9048495 UA. Possui uma excentricidade de 0,1281468 e um período orbital de 1 179,54 dias (3,23 anos).
Wildberg tem uma velocidade orbital média de 20,150419 km/s e uma inclinação de 4,55093º.
Este asteróide foi descoberto em 5 de Fevereiro de 2005 por R. Apitzsch.